# Sol Lesser

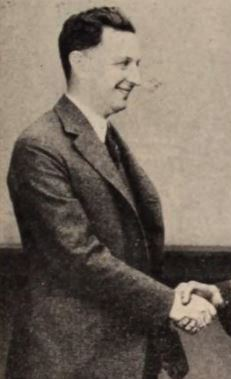
Sol Lesser (1921)

Sol Lesser (* 17. Februar 1890 in Spokane, Washington, USA; † 19. September 1980 in Hollywood, Kalifornien, USA) war ein US-amerikanischer Filmproduzent und Filmregisseur.

## Leben
Sol Lesser, der in einem Zelt geboren wurde, zog im Alter von sechs Wochen mit seinen Eltern nach San Francisco, wo er als 16-Jähriger ein Zeuge des heute noch bekannten Erdbebens von 1906 wurde. Sein Vater, der einen Süßwarenladen unterhielt, verkaufte bald darauf Musikautomaten, ein Geschäft, in welches Sol ebenfalls einstieg.
1913 führte er zusammen mit Hal Mohr zum ersten und einzigen Mal in seinem Leben Regie am Kurzfilm Last Night of the Barbary Coast. Mit dieser Milieustudie einer Gegend von San Francisco, in der es neben Bordellen auch Spiellokale und Saloons gab, wurde Lesser über Nacht bekannt. Mit dem Geld, das er durch die Einnahmen verdiente, gründete er eine kleine Theaterkette, sowie ein eigenes Kino.
Inspiriert von Medienmogul Mack Sennett ging Lesser 1919 in die Produktion und produzierte 1922 mit Oliver Twist seinen ersten abendfüllenden Spielfilm. In den 1920er Jahren fungierte Lesser als Präsentator und Produzent einiger in Schwarzweiß gedrehter Stummfilme, bis er 1931 Produzent der Nachbearbeitung von Thunder over Mexico war. Der Film unter Regie des Russen Sergei Eisenstein erwies sich als mutiger Schritt, da er den in den USA vorherrschenden Antikommunismus ablehnte. Wohl auch deshalb wurde Lesser 1961 mit dem Jean Hersholt Humanitarian Award, einem Ehrenoscar, ausgezeichnet.
In den 1930er wie auch 1940er Jahren produzierte Lesser überwiegend Western und wurde 1941 für den Film Our Town für den Oscar in der Kategorie Bester Film nominiert. Dabei fungierte seine Ende der 1930er Jahre gegründete Principal Pictures Corp als Produktionsfirma.
1943 erwarb Lesser die Rechte an Tarzan von Edgar Rice Burroughs, und produzierte in den kommenden Jahren die auch heute noch bekannten Filme, in denen Johnny Weissmüller, Lex Barker und Gordon Scott den Titelhelden verkörperten.
1958 zog sich Lesser überraschend ins Privatleben zurück, um sich seiner Familie zu widmen. Mit seiner Frau, Fay Grunauer, hatte er zwei Kinder, Tochter Marjorie und Sohn Julian Lesser, der in die Fußstapfen seines Vaters trat, und zumindest in den 1950er Jahren einige Filme produzierte.
Sol Lesser starb im Alter von 90 Jahren eines natürlichen Todes. Ihm ist ein Stern auf dem Hollywood Walk of Fame gewidmet.

## Filmografie (Auswahl)
- 1913: Last Night of the Barbary Coast
- 1922: Oliver Twist
- 1923: Der kleine Bettelmusikant (Daddy)
- 1932: Die Sklavin der schwarzen Geier (Robbers’ Roost)
- 1937: Make a Wish
- 1938: Breaking the Ice
- 1939: Way Down South
- 1940: Unsere kleine Stadt (Our Town)
- 1942: Tarzan und die Nazis (Tarzan Triumphs)
- 1943: Stage Door Canteen
- 1943: Tarzan, Bezwinger der Wüste (Tarzan’s Desert Mystery)
- 1944: Three Is a Family
- 1945: Tarzan und die Amazonen (Tarzan and the Amazons)
- 1945: Tarzan und das Leopardenweib (Tarzan and the Leopard Woman)
- 1947: The Red House
- 1947: Tarzan wird gejagt (Tarzan and the Huntress)
- 1948: Tarzan in Gefahr (Tarzan and the Mermaids)
- 1949: Tarzan und das blaue Tal (Tarzan's Magic Fountain)
- 1950: Tarzan und das Sklavenmädchen (Tarzan and the Slave Girl)
- 1951: Tarzan und die Dschungelgöttin (Tarzan’s Peril)
- 1952: Tarzan, der Verteidiger des Dschungels (Tarzan's Savage Fury)
- 1953: Tarzan bricht die Ketten (Tarzan and the She-Devil)
- 1955: Tarzan und der schwarze Dämon (Tarzan's Hidden Jungle)
- 1958: Tarzan und die Jäger (Tarzan and the Trappers)
- 1958: Tarzans Kampf ums Leben (Tarzan's Fight for Life)